# Pont du Centenaire (Séville)
Pour les articles homonymes, voir Pont du Centenaire (homonymie).
Le pont du Centenaire (en castillan Puente del Centenario) est un pont de Séville (Andalousie, Espagne).

## Situation
En partant du nord de la ville, il est le dixième et dernier pont à enjamber la darse du Guadalquivir qui traverse Séville du nord au sud. Il se trouve donc au sud de la ville de Séville, sur la route circulaire SE-30, à proximité du port fluvial. Il s'agit d'un pont exclusivement autoroutier.

## Histoire
Son nom officiel fait référence à son emplacement, le « quai du Centenaire ». Il est cependant  populairement mais incorrectement connu sous le nom de « pont du Cinquième Centenaire », car il a été inauguré peu avant l'Exposition universelle de 1992, qui célèbre le cinq centième anniversaire de la découverte de l'Amérique par Christophe Colomb. Il a reçu de la part des Sévillans le surnom de Paquito, littéralement Petit Francisco, en raison de sa ressemblance avec le Golden Gate Bridge de San Francisco.

## Construction
Le pont du Centenaire a été construit entre 1990 et 1991 et a coûté 6 468 millions de pesetas (39 millions d'euros), ce qui en fait le pont le plus cher jamais construit à Séville. Imaginé par les architectes José Antonio Fernández Ordóñez et Julio Martínez Calzón, il a été construit par Dragados y Construcciones SA et Cubiertas y Mzov SA. Il a été inauguré le 15 novembre 1991.
Il mesure 2 016,59 m au total. Les deux extrémités du pont sont soutenues par des piliers en béton armés donnant progressivement au tablier de la hauteur. La partie centrale du pont est, elle, suspendue par des haubans 45 m au-dessus du fleuve entre deux tours espacées de 265 m. Chacune de ces tours, mesurant 105 m de haut, se trouve sur une berge du fleuve et est formée de deux piliers reliés entre eux par leur extrémité supérieure.

### Sources et bibliographie
- (es) www.factoriaurbana.com, « Puente del V centenario » (consulté le 9 décembre 2007)
- (es) Ricardo Domingo, Fernando Caralt et Francisco Gallardo, Expo '92, una aventura universal, Barcelone, Difusora internacional, S.A., 1993, 381 p. (ISBN 84-7368-181-9)